# Nati nel 1485
| Questa pagina contiene informazioni ricavate automaticamente dalle voci biografiche con l'ausilio del template Bio e di un bot. L'aggiornamento è periodico e automatico e ricostruisce completamente la pagina. Se manca una persona in questa lista, sei pregato di non aggiungerla, ma accertati piuttosto che la sua voce biografica contenga il template Bio e che i dati anagrafici siano correttamente compilati. Se il template Bio manca, inseriscilo tu stesso o, in alternativa, metti l'avviso {{tmp\|Bio}} che ne segnala la mancanza. Se i dati riportati sono sbagliati, correggi direttamente la voce biografica; le modifiche saranno visibili in questa lista entro pochi giorni. Per chiarimenti vedi il progetto biografie. La lista contiene solo le 57 persone che sono citate nell'enciclopedia e per le quali è stato implementato correttamente il template Bio. Pagina aggiornata al 26 apr 2025. |

## Marzo(1)
- 11 marzo - Bernardo Clesio, cardinale italiano († 1539)

## Maggio(1)
- 1º maggio - Roberto II Sanseverino, nobile italiano († 1508)

## Giugno(3)
- 20 giugno - Astorre III Manfredi, politico († 1502)
- 24 giugno - Johannes Bugenhagen, religioso tedesco († 1558)
- 24 giugno - Elisabetta di Danimarca, principessa danese († 1555)

## Luglio(1)
- 20 luglio - Giovanni Battista Ramusio, diplomatico, geografo e umanista italiano († 1557)

## Agosto(2)
- 10 agosto - Luigi da Porto, scrittore e storiografo italiano († 1529)
- 22 agosto - Beato Renano, avvocato, editore e scrittore tedesco († 1547)

## Settembre(3)
- 14 settembre - Anna di Meclemburgo-Schwerin, contessa († 1525)
- 27 settembre - Giovannangelo Arcimboldi, arcivescovo cattolico italiano († 1555)
- 27 settembre - Agostino Trivulzio, cardinale italiano († 1548)

## Ottobre(1)
- 8 ottobre - Girolamo degli Albizi, politico e condottiero italiano († 1556)

## Novembre(2)
- 1º novembre - Johannes Dantiscus, poeta e umanista polacco († 1548)
- 30 novembre - Veronica Gambara, poetessa italiana († 1550)

## Dicembre(1)
- 16 dicembre - Caterina d'Aragona, principessa spagnola († 1536)

## Senza giorno specificato(42)
- Giannantonio Donato Acquaviva d'Aragona, nobile italiano († 1554)
- Alonso de Mendoza, militare spagnolo († 1550)
- Francesco Alunno, grammatico italiano († 1556)
- Girolamo Appiani d'Aragona, nobile e militare italiano († 1559)
- Antoine Augereau, tipografo francese († 1534)
- Matteo Bandello, vescovo cattolico e scrittore italiano († 1561)
- Franjo Bosanac, compositore bosniaco († 1535)
- Enrique de Cardona, cardinale e arcivescovo cattolico spagnolo († 1530)
- Giovanni Battista Cicala Zoagli, doge († 1566)
- Joos van Cleve, pittore fiammingo († 1540)
- Duarte Coelho Pereira, militare e politico portoghese († 1553)
- Hernán Cortés, militare, condottiero e nobile spagnolo († 1547)
- Giovanni Giacomo Della Porta, scultore e architetto italiano († 1555)
- Dragut, ammiraglio e corsaro ottomano († 1565)
- Jean Duvet, incisore, orafo e medaglista francese († 1562)
- Dorotea Gonzaga, nobildonna italiana († 1538)
- Susanna Gonzaga, nobildonna italiana († 1556)
- Giovanna di Hochberg, nobile svizzera († 1543)
- Clément Janequin, compositore francese († 1558)
- Sebastiano del Piombo, pittore italiano († 1547)
- Pedro Machuca, architetto e pittore spagnolo († 1550)
- Maestro di Giacomo IV di Scozia, miniatore e pittore fiammingo († 1526)
- Pietro Margano, condottiero italiano († 1516)
- Blas Ortiz, umanista spagnolo († 1552)
- Paolo Pansa, poeta, umanista e latinista italiano († 1558)
- Teramo Piaggio, pittore italiano († 1554)
- Martinho de Portugal, arcivescovo cattolico, diplomatico e nobile portoghese († 1547)
- Francesco Prata da Caravaggio, pittore italiano
- Guido II Rangoni, condottiero italiano († 1539)
- Gerolamo Rorario, umanista, scrittore e diplomatico italiano († 1556)
- John Russell, I conte di Bedford, politico e nobile inglese († 1555)
- Pier Francesco Sacchi, pittore italiano († 1528)
- Solomon Sirilio, rabbino spagnolo († 1554)
- Bartolomé Torres Naharro, poeta e drammaturgo spagnolo
- Simone I Ventimiglia, nobile, politico e militare italiano († 1544)
- Marco Girolamo Vida, umanista, poeta e vescovo cattolico italiano († 1566)
- Giano Vitale, teologo e poeta italiano († 1560)
- Mariano Vittori, umanista, teologo e vescovo cattolico italiano († 1572)
- Sayyida al-Hurra, marocchina
- Carlo I de La Trémoille, nobile e condottiero francese († 1515)
- Leone l'Africano, geografo e esploratore berbero
- Gaspar de Ávalos de la Cueva, cardinale e arcivescovo cattolico spagnolo († 1545)